# Geelpootpriemkever
De geelpootpriemkever (Bembidion gilvipes) is een keversoort uit de familie van de loopkevers (Carabidae). De wetenschappelijke naam van de soort werd in 1825 gepubliceerd door Jacob Sturm.